# 台湾当局
台湾当局，也稱為台灣方面、台湾有关方面:208，简称台当局，意為統治台灣的地區政府，是中华人民共和国政府规定的涉台用语之一。中華人民共和國用以稱呼現今實際統治台澎金馬的中華民國政府，同时禁止使用“台灣政府”一词。此外，中華人民共和國建交國政府、国际组织也使用该名称，以表明统治台湾的政治实体并非“政府”。停用该词，则意义相反。
根據一個中國原則，中華人民共和國方面宣稱自1949年其政府成立以來，已取代中華民國政府成為唯一的中國政府，否认1949年遷至台灣以來的中華民國政府的“合法性”:47，故使用台湾当局一词。該詞可擴張使用，例如「台湾当局领导人」、「台湾当局有关部门」等。
相對的，中華民國政府主張自身為獨立主權國家，亦以中國當局、大陸當局、中共當局、北京當局等代稱來稱呼中華人民共和國政府。

## 中华人民共和国
中国共产党和中华人民共和国方面以国民党反动派政府、国民党反动统治集团之类贬称，指代自1927年4月蔣中正南京另立國民政府起、至1949年渡江战役解放军攻占南京期间存在的中華民國政府。以“反动”一词，给予负面定义。而1949年中华人民共和国建国、两岸分治起，中华民国政府与中华人民共和国政府互不承认。中华民国方面以中共称呼中华人民共和国。中华人民共和国政府亦基于一个中国原则，从未承认中华民国政府的“合法性”，将中华民国政府定义为“中国领土上的一个地方当局”。此外，或定义为死亡政权、割据政权、非法政府:42。以蒋介石集团、国民党当局、国民党统治集团、台湾当局等代称中华民国政府，直到1954年中華人民共和國五四憲法通過後停止使用「國民黨反動派」一詞。
1987年时，中华人民共和国外交部在官方文件中将“中华民国”之类的正式称谓视为“伪称”。依据中华人民共和国政府及新华社相关规定，对1949年之后迁往台湾的中華民國政府不得直接称呼其名称。
国台办在回应香港部分历史教材把以往的「中华民国政府迁台」改为「中國國民黨迁台」时表示“1949年国民党政权…退居台湾岛，从此丧失了代表全中国合法政府的地位”。
有中华人民共和国作者，依“台湾当局”一词和馬英九政府时期两岸官员“定期会晤、互称官衔”，认为两岸政府“在一定行政层级、在一定领域范围内‘默认’对方公权力的‘合法性’”:47。

## 中华人民共和国之外
中华人民共和国之外的国际社会对中華民國政府的政治定义与中华人民共和国政府不同。中华人民共和国研究者指出，即便不认为“台湾为一个主权国家”，通常也不会视为非法政权或地方政府，而是视为“事实上的政府”:46—47。
与中华人民共和国政府类似，中華人民共和國建交國政府或使用“台湾当局”一类词语。如美国政府1979年与中华民国断交后，在《台湾关系法》中称呼其为“台湾治理当局”。2022年3月28日，美国参议院通过《美國競爭法》，要求美国国务院与其它政府机构，停止以过时的“台湾当局”（Taiwan authorities）来称呼最高领导人由自由地区人民直选的中华民国政府。不过参议院此部分的决议仅具建议性质，并不具法律上拘束力。國立政治大學东亚所名誉教授丁树范接受自由亚洲电台采访时表示，“‘台湾当局’用法改变，这部分不会是拜登政府优先要处理的。如果不称呼‘台湾当局’，在媒体上、记者会要有什么样的新说法，又不能讲台湾政府，一讲台湾政府北京中华人民共和国政府要跳脚。”同年9月14日，美国参议院外交委员会通过《台灣政策法》，其中102条中小项，“结束将台湾政府称为‘台湾当局’的过时做法。”唯参议院此部分的决议仍仅具建议性质，并不具法律上拘束力。
俄罗斯联邦的《俄羅斯聯邦與台灣關係條例》也有类似规定。
南海仲裁案中，仲裁本文以「中國的台灣當局（The Taiwan Authority of China）」稱呼中華民國政府。

## 备注
1. 1 2  《关于正确使用涉台宣传用语的意见（2016年3月修订）》一、涉及台湾官方机构及其官员称谓的用语 1.对1949年10月1日之后的台湾地区政权，应称之为“台湾当局”或“台湾方面”，不使用“中华民国”，也一律不使用“中华民国”纪年及旗、徽、歌。严禁用“中华民国总统（副总统）”称呼台湾地区正（副）领导人，可称为“台湾当局领导人(副领导人)”、“台湾地区领导人（副领导人)”。对台湾“总统选举”，可称为“台湾地区领导人选举”，简称为“台湾大选”。
2. 1 2  《新华社新闻信息报道中的禁用词和慎用词（2016年7月修订）》49、对1949年10月1日之后的台湾地区政权，应称之为“台湾当局”或“台湾方面”，不使用“中华民国”，也一律不使用“中华民国”纪年及旗、徽、歌。[……]50、不使用“台湾政府” 一词。不直接使用台湾当局以所谓“国家”“中央”“全国”名义设立的官方机构名称[……]
3. ↑  文件即1987年中华人民共和国新闻出版署发出的《新闻出版署关于转发外交部〈关于国内出版物出现台湾伪称问题〉来函的通知》[3]:47—48